# Села при Отовцу
Села при Отовцу (словен. Sela pri Otovcu) је насељено место у општини Чрномељ, регија Југоисточна Словенија, Словенија.

## Историја
До територијалне реорганизације у Словенији била су у саставу старе општине Чрномељ.

## Становништво
У попису становништва из 2011. године, Села при Отовцу је имала 69 становника.
| Број становника према пописима | Број становника према пописима | Број становника према пописима |
| ------------------------------ | ------------------------------ | ------------------------------ |
| 1991                           | 2002                           | 2011                           |
| 51                             | 44                             | 69                             |